# 布佐瓦 (基輔州)
50°24′59″N 30°2′30″E / 50.41639°N 30.04167°E
布佐瓦（烏克蘭語：Бузова）是位於烏克蘭北部的村莊，由基辅州布恰区的德米特里夫卡市鎮負責管轄。該村始建於1648年，面積2.24平方公里，海拔高度164米，2001年人口1,548，人口密度每平方公里691.7人。
在2022年俄罗斯入侵乌克兰期间，俄罗斯军队袭击了當地的体育场，并在村外的飞机跑道上與烏克蘭軍隊作戰。2022年3月1日，俄軍炮击了高速公路旁的一個私立婦產科医院。后来有人在村子里发现了一个被俄罗斯军队杀害的平民的乱葬坑。